# Dominique Ferran
Dominique Ferran, né à Paris, est un claveciniste, organiste français et pédagogue. Il joue également du clavicorde.

## Biographie
Dominique Ferran naît à Paris, mais grandit à New York. À son retour en France, il commence à étudier l’orgue à Bordeaux, avec Marcel Carme, puis à Toulouse avec Xavier Darasse. Il poursuit ensuite sa formation à Poitiers où il obtient une licence d’histoire de l’art et un master de musicologie. Il s'initie au clavecin avec Antoine Geoffroy-Dechaume qu'il approfondit avec Ton Koopman et Kenneth Gilbert ainsi que la basse continue au Conservatoire national supérieur de musique et de danse de Lyon avec Jesper Christensen et le clavicorde avec Susana Mendes au Portugal.

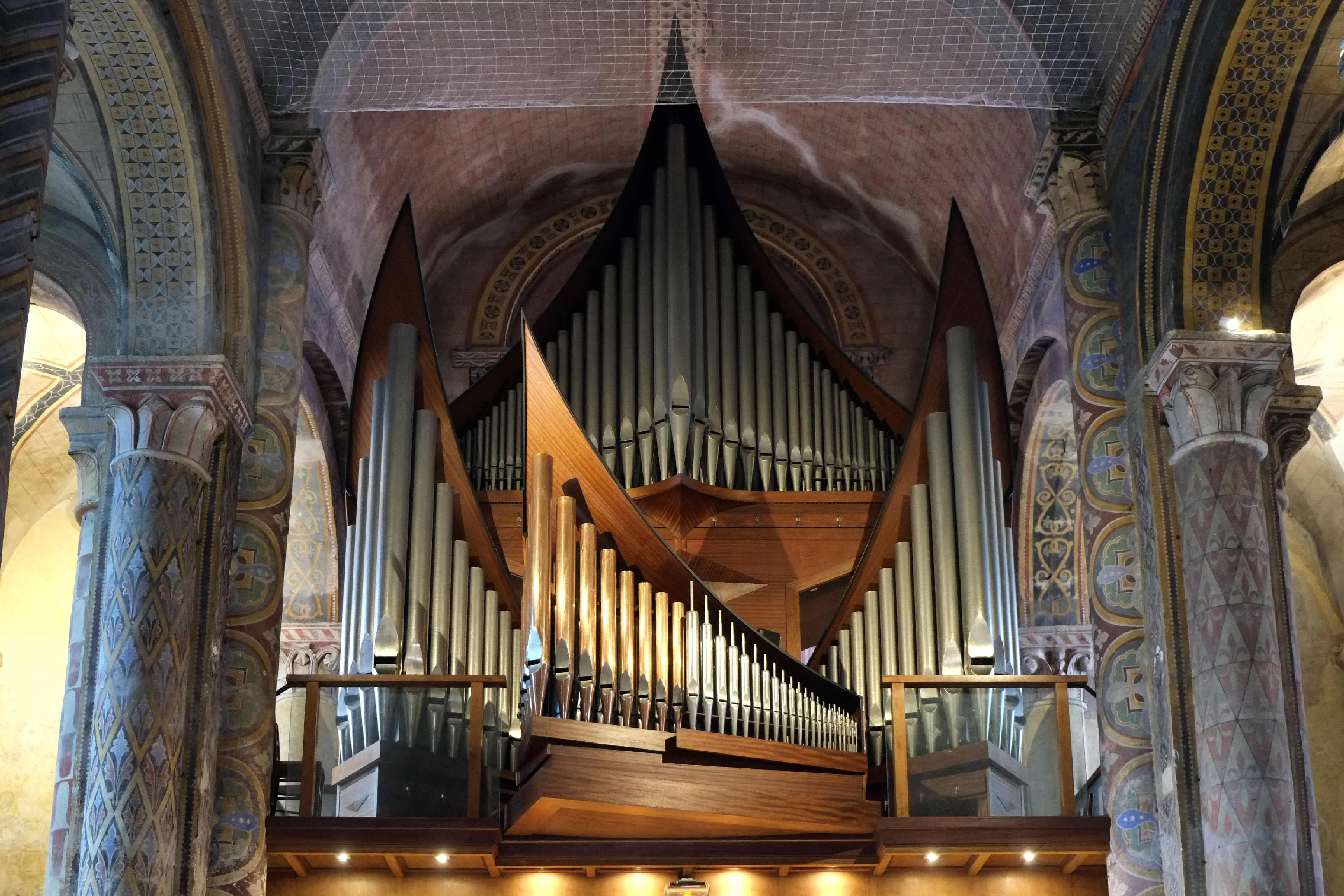
L'orgue de tribune.
© Facteur : Yves Sévère

Dominique Ferran devient organiste titulaire de Notre-Dame-la-Grande de Poitiers en 2007, après en avoir partagé la tribune dès 1975 avec Monique Bécheras avec laquelle il mène le projet de construction d'un orgue neuf, inauguré en 1996.
Il est professeur au conservatoire de Poitiers de 1977 à 2013, avant d'enseigner au Pôle Aliénor d'enseignement supérieur Nouvelle-Aquitaine,.
Il participe à la revue Orgues Nouvelles et à Clavecin en France et publie en 2016 son fascicule « Pour un historique des doigtés anciens », ainsi que ses articles sur Froberger, le clavicorde, Buxtehude et récemment la basse continue.
Il parcourt le monde avec divers ensembles ou en soliste (Europe, Argentine, Uruguay, Mexique, Canada, Israël, Turquie). Il enregistre de nombreux disques.
Il dirige un livre sur le clavicorde qui est édité par l'association Clavecin en France en mars 2020.